# Metro de Bruselas

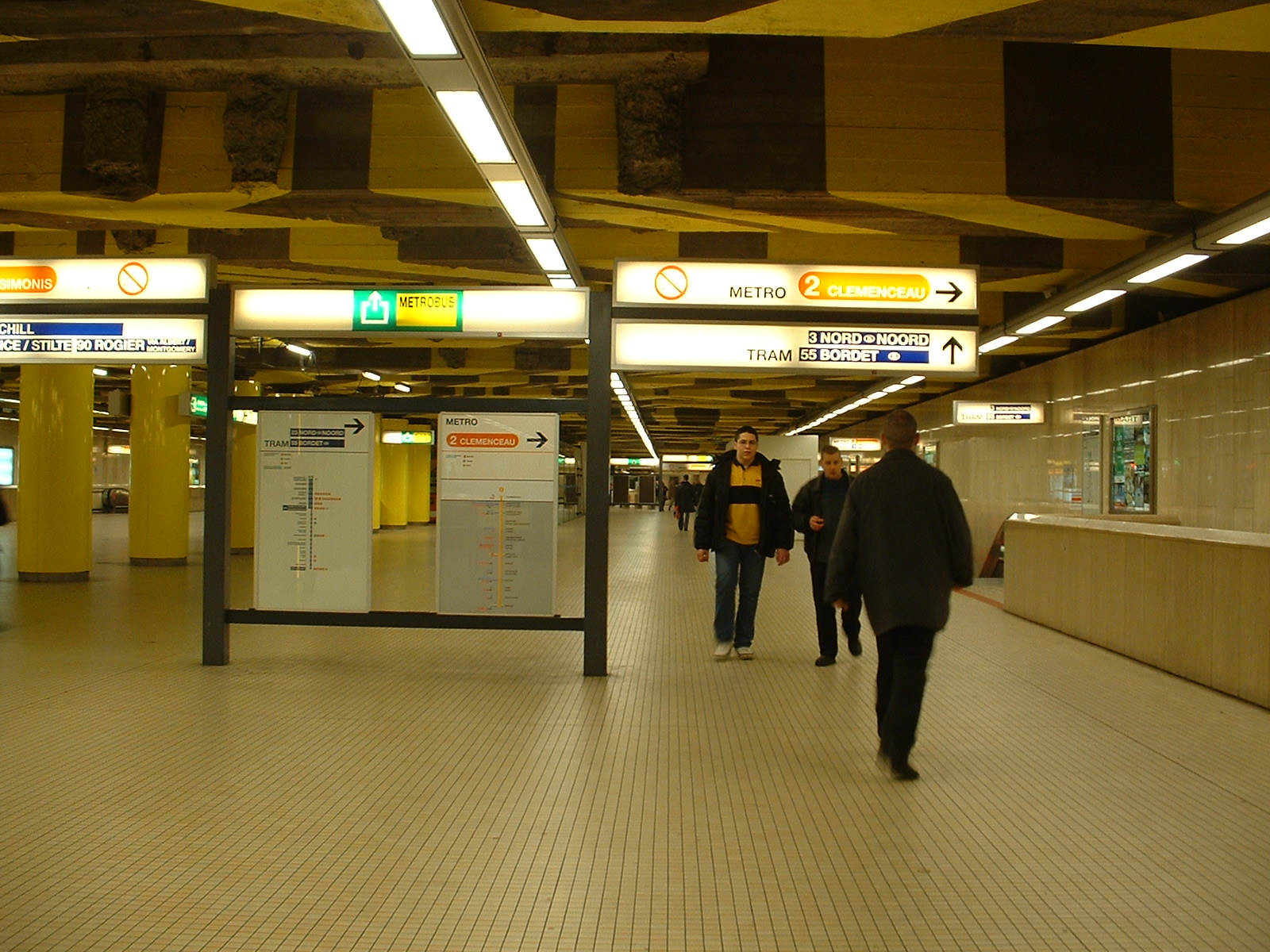
Una estación de metro de Bruselas.

El Metro de Bruselas (Métro de Bruxelles en francés, Brusselse Metro en neerlandés), es una red de metro que da servicio a la ciudad belga de Bruselas y a su área metropolitana. Fue inaugurada el 20 de septiembre de 1976, coincidiendo con la apertura de la línea 1. Posteriormente, se crearon tres líneas más, las líneas 2, 5 y 6, así como las líneas 3 y 4, tranvías que, en un futuro, se convertirán en líneas de ferrocarril metropolitano.
De las 69 estaciones actuales, por 38 pasa una línea, en 24 trasbordan dos líneas distintas, en 4 paran tres líneas y en 3 de ellas paran 4 líneas. En 9 de ellas, hay correspondencia con la SNCB.

## Historia

### Antecedentes
La STIB-MIVB fue creada en 1954, destinada a explotar la red de transporte público de la ciudad de Bruselas. Entre 1965 y 1969 se creó la primera línea de tranvía subterráneo, conocida como Prémétro. En 1970 se abrió una segunda.

### Apertura del metro
El 20 de septiembre de 1976, se inauguró la primera línea de metro como tal, con dos ramas: una desde De Brouckère hasta Merode y la otra hasta Tomberg. Además, ese mismo año abrió el "eje norte-sur" del prémétro. En 1977 abrieron las estaciones de Saint-Catherine/Sint-Katelijne y Demey.

### Desarrollo de la red
En 1985, se extendió una rama hasta Heysel/Heizel y Herrmann-Debroux. En 1988, abrió la línea 2, además, se separó la 1 de la 5. En 1993, la línea 2 llegó hasta Clemenceau y la línea 3 a Albert.
La línea 1 se volvió a ampliar hasta Roi Baudouin/King Boudewijn en 1998 y Erasmus en 2003. En 2009 se cerró el bucle de la línea 2 y se modificó todas las demás, creando la línea 6.

### Atentado de 2016
El 22 de marzo de 2016, Estado Islámico bombardeó la estación de Maelbeek/Maalbeek, coincidiendo con otro ataque terrorista simultáneo en el Aeropuerto de Bruselas. La acción se saldó con 20 muertos.

## Explotación
Los trenes circulan entre las 5:30 y las 6:00 –durante los fines de semana– hasta medianoche. La frecuencia de paso de los trenes es de 5 minutos en las líneas 1 y 5, con una frecuencia media de 2 minutos y medio en la sección común. En las líneas 2 y 6, pasa un tren cada 6 minutos y medio, siendo en el tramo en común cada 3 minutos 15 segundos.

## Líneas

### Línea 1
Es la más antigua de las líneas. En los años 1970 era una línea de premetro por la cual circulaban tranvías entre las estaciones de Sainte-Catherine / Sint-Katelijne (por entonces, en superficie) y la actual estación de Schuman. Es igualmente la primera línea de auténtico metro.
Tiene un trazado global este-oeste. Su trazado es común con la línea 5 entre las estaciones de Gare de l'Ouest/Weststation (al oeste) y Merode (al este). Tras estas dos estaciones, las líneas se separan en direcciones distintas.
- Gare de l'Ouest / Weststation
- Beekkant
- Étangs Noirs / Zwarte Vijvers

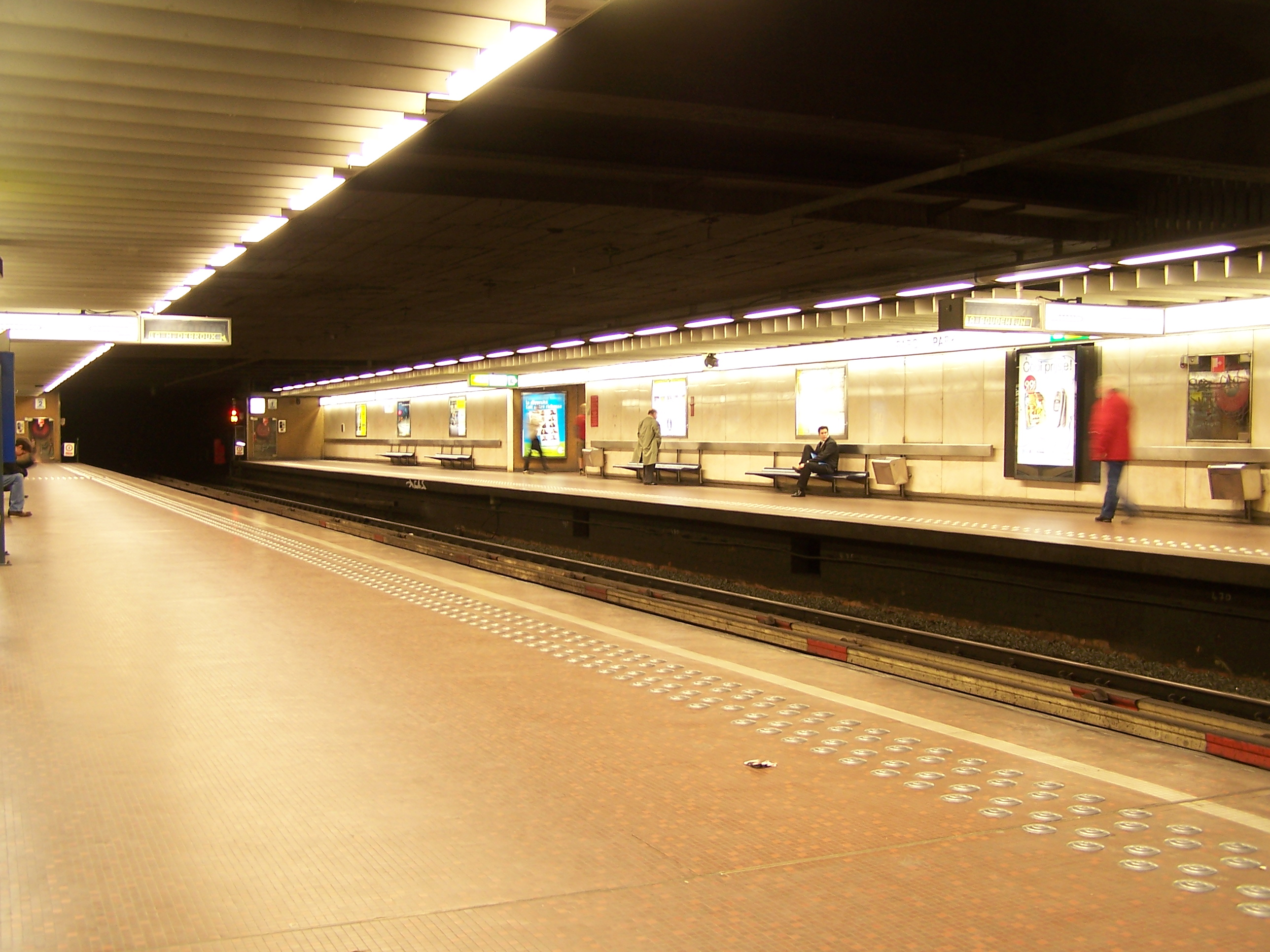
Estación de metro de Parc/Park.

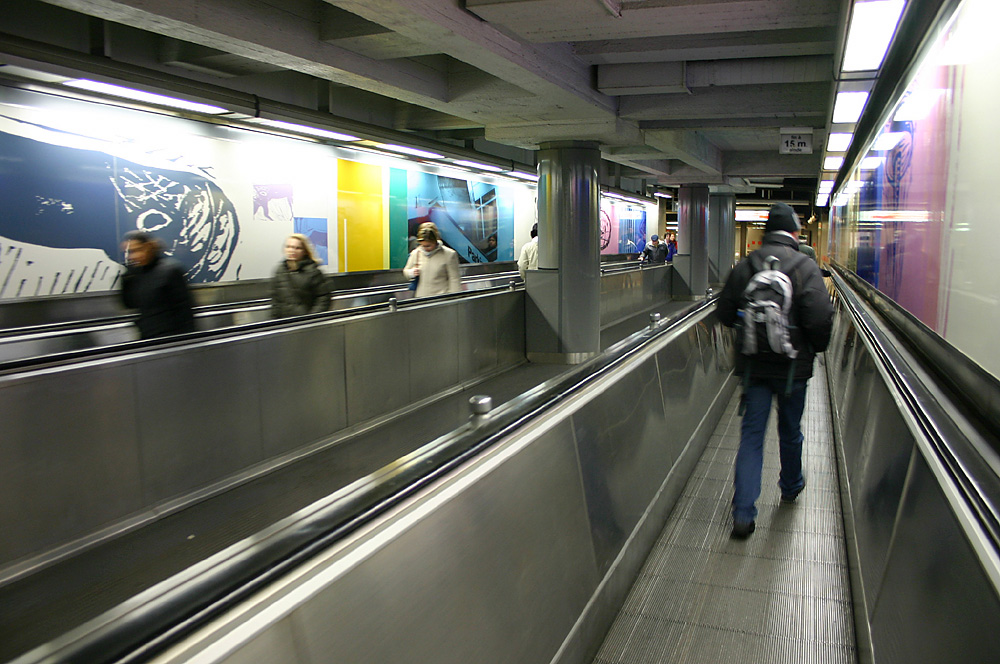
Cintas transportadoras de la estación de De Brouckère.

- Comte de Flandre / Graaf van Vlaanderen
- Sainte-Catherine / Sint-Katelijne
- De Brouckère
- Gare Centrale / Centraal Station
- Parc / Park
- Arts-Loi / Kunst-Wet
- Maelbeek / Maalbeek
- Schuman
- Merode
- Montgomery
- Joséphine-Charlotte
- Gribaumont
- Tomberg
- Roodebeek
- Vandervelde
- Alma
- Crainhem / Kraainem
- Stockel / Stokkel

### Línea 2
La línea 2 comparte todo el trayecto con la línea 6.
- Simonis (Elisabeth)
- Ribaucourt
- Yser / IJzer
- Rogier
- Botanique / Kruidtuin
- Madou
- Arts-Loi / Kunst-Wet
- Trône / Troon
- Porte de Namur / Naamsepoort
- Louise / Louiza
- Hôtel des Monnaies / Munthof
- Porte de Hal / Hallepoort
- Gare du Midi / Zuidstation
- Clemenceau
- Delacroix
- Gare de l'Ouest / Weststation
- Beekkant
- Osseghem / Ossegem
- Élisabeth (Simonis)

### Línea 5

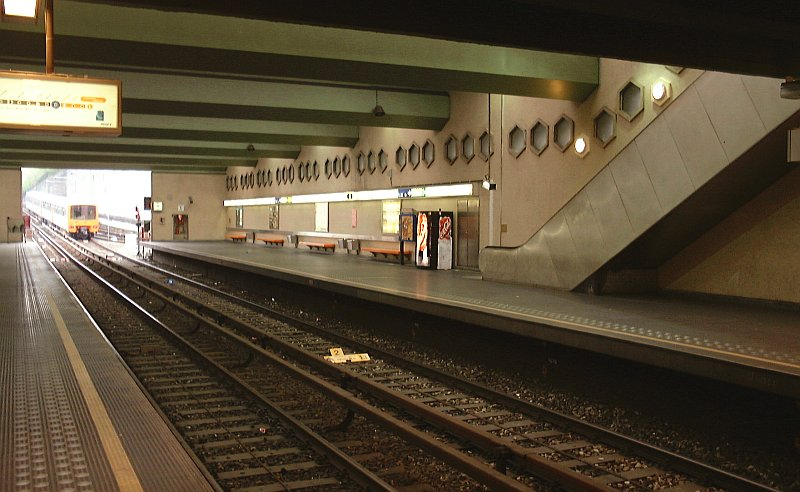
Estación de metro de Delta.

La línea 5 comparte trayecto con la línea 1 entre Merode y Gare de l'Ouest / Weststation, y su trazado proviene, en parte, al de la antigua línea 1A.
Estaciones:
- Herrmann-Debroux
- Demey
- Beaulieu
- Delta
- Hankar
- Pétillon
- Thieffry
- Mérode
- Schuman
- Maelbeek / Maalbeek
- Arts-Loi / Kunst-Wet
- Parc / Park
- Gare Centrale / Centraal Station
- De Brouckère
- Sainte-Catherine / Sint-Katelijne
- Comte de Flandre / Graaf van Vlaanderen
- Etangs Noirs / Zwarte Vijvers
- Beekkant
- Gare de l'Ouest / Weststation
- Jacques Brel
- Aumale
- Saint-Guidon / Sint-Guido
- Veewewyde / Veeweide
- Bizet
- La Roue / Het Rad
- CERIA / COOVI
- Eddy Merckx
- Erasme / Erasmus

### Línea 6
La línea 6 comparte trayecto con la línea 2 entre Elisabeth y Simonis.
Estaciones:
- Elisabeth (Simonis)
- Ribaucourt
- Yser / IJzer
- Rogier
- Botanique / Kruidtuin
- Madou
- Arts-Loi / Kunst-Wet
- Trône / Troon
- Porte de Namur / Naamsepoort
- Louise / Louiza
- Hôtel des Monnaies / Munthof
- Porte de Hal / Hallepoort
- Gare du Midi / Zuidstation
- Clemenceau
- Delacroix
- Gare de l'Ouest / Weststation
- Beekkant
- Osseghem / Ossegem
- Simonis
- Belgica
- Pannenhuis
- Bockstael
- Stuyvenbergh
- Houba-Brugmann
- Heysel / Heizel
- Roi Baudouin / Koning Boudewijn

### Premetro
El sistema de Premetro es, en realidad, un sistema de combinación metro-tranvía. Estas líneas son parte subterráneas y otras no.

#### Eje premetro Norte-Sur Línea 3 y 4 (y otras líneas)
- Gare du Nord / Noordstation
- Rogier
- De Brouckère
- Bourse
- Anneessens
- Lemonnier
- Gare du Midi / Zuidstation
- Porte de Hal / Hallepoort

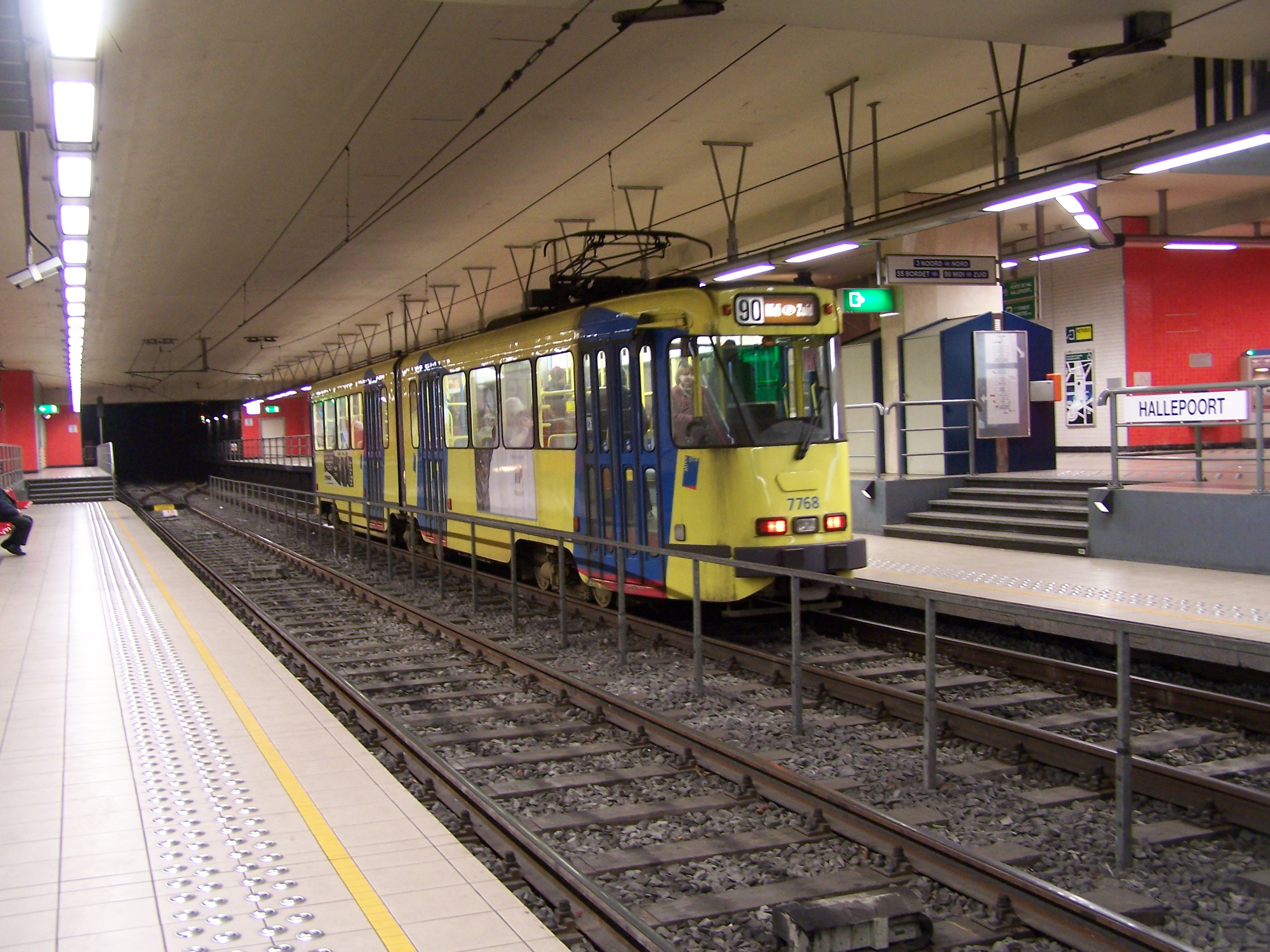
Tranvía en una estación de Bruselas.

- Parvis de Saint-Gilles / Sint-Gillis Voorplein
- Horta
- Albert

#### Eje premetro del cinturón mayor
Este es un tramo subterráneo de las líneas 7 y 25 del tranvía de Bruselas. Estaciones:
- Diamant
- Georges Henri
- Montgomery
- Boileau